# Курт Доманскі
Генріх Курт Доманскі (Heinrich Kurt Domansky; 13 червня 1892, Данциг — 28 квітня 1945) — німецький воєначальник, генерал-майор вермахту.

## Біографія
Син гуртового торговця Макса Доманскі і його дружини Юлії, уродженої Клавіттер. 14 березня 1911 року вступив в Імперську армію. Учасник Першої світової війни. 31 січня 1920 року демобілізований і наступного дня вступив в поліцію порядку. 1 жовтня 1933 року перейшов в земельну оборону, 1 травня 1934 року — в діючу армію. З 22 липня 1938 року — командир 2-го дивізіону 98-го артилерійського полку. З 15 січня 1940 року по 10 квітня 1943 року — командир 222-го, з 1 травня 1943 року — 122-го артилерійського полку, з 20 березня 1944 року — 401-го артилерійського командування командуванням, з 1 вересня 1944 по березень 1945 року — 93-ї, з 18 квітня 1945 року — 50-ї піхотної дивізії. 26 квітня був важко поранений і через 2 дні помер.

## Звання
- Фенріх (14 березня 1911)
- Лейтенант (22 травня 1912)
- Оберлейтенант (19 грудня 1915)
- Гауптман запасу (31 січня 1920)
- Гауптман поліції (1 лютого 1920)
- Гауптман земельної оборони (1 жовтня 1933)
- Гауптман (1 травня 1934)
- Майор (1 вересня 1935)
- Оберстлейтенант (1 червня 1938)
- Оберст (13 травня 1941)
- Генерал-майор (9 листопада 1944)

## Нагороди
- Залізний хрест
  - 2-го класу (24 вересня 1914)
  - 1-го класу
- Нагрудний знак «За поранення» в чорному
- Почесний хрест ветерана війни з мечами (20 січня 1935)
- Медаль «За вислугу років у Вермахті» 4-го, 3-го, 2-го і 1-го класу (25 років)
- Застібка до Залізного хреста
  - 2-го класу (20 вересня 1939)
  - 1-го класу (4 вересня 1943)
- Хрест Воєнних заслуг 2-го і 1-го класу з мечами (1 вересня 1942) — отримав 2 нагороди одночасно.